# 20世紀美術

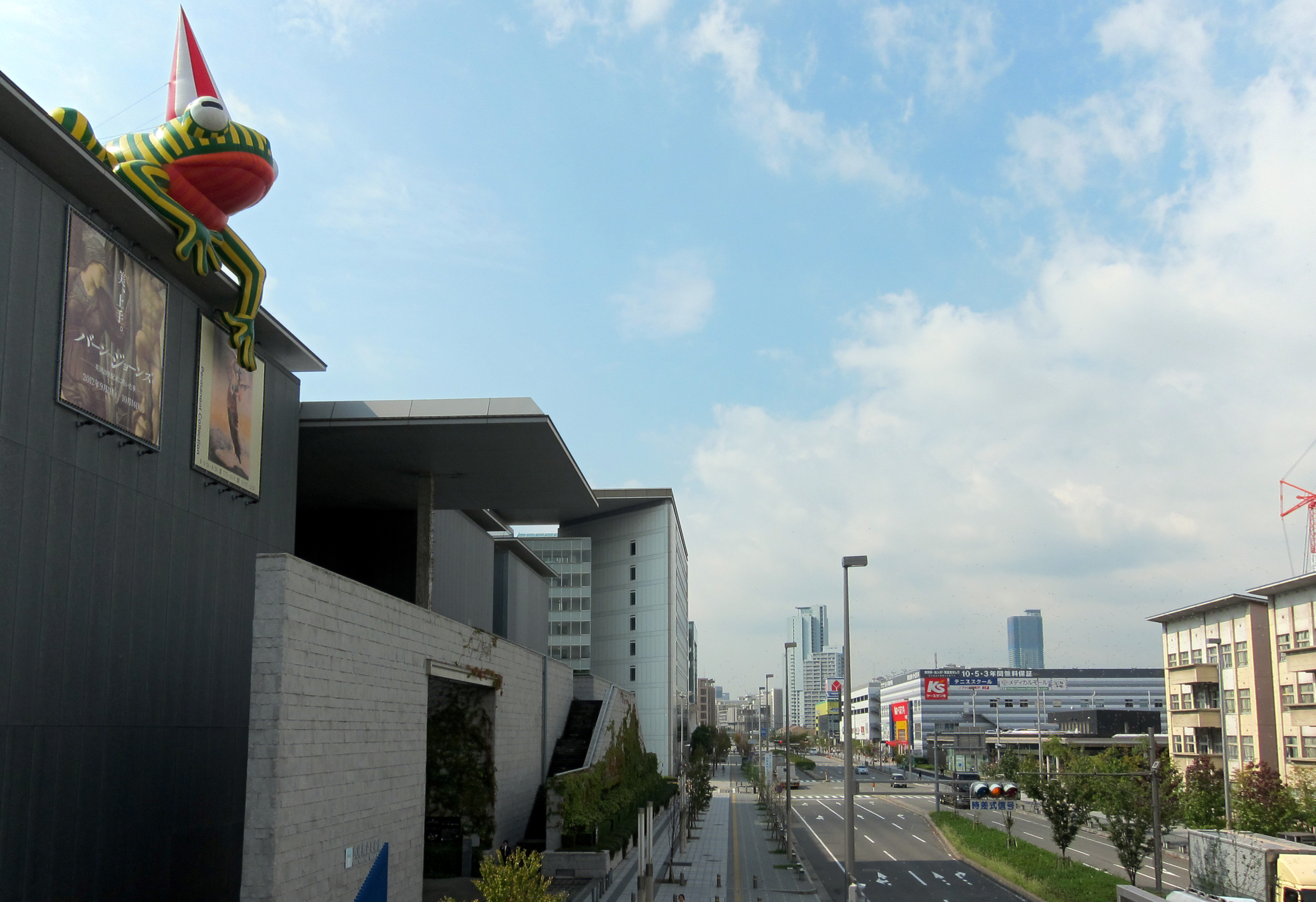
20世紀美術 - 兵庫県立美術館の「美かえる」

20世紀美術（にじっせいきびじゅつ）とは、20世紀の主に西洋美術を指す美術用語である。

## 概要
20世紀美術と呼ばれるものには純粋な西洋の美術だけでなく、日本を含む東洋の美術でも西洋美術の影響が強いものは含まれる。もともと、「近代美術」や「現代美術」と呼ばれていたが、使用者によって、これらの言葉が様々な文脈で使われ、その意味が分散してしまったため、明確に、「20世紀の美術」を意味する言葉として、用いられるようになった。（近代美術と現代美術を参照）しかし、意味の明確化のために用いられはじめた用語であるにもかかわらず、やはり、その範囲には、あいまいな点が残っている。
例えば、#一般に、その始まりはフォーヴィスムとされることが多い。しかし、ポスト印象派（後期印象派）、新印象派、アール・ヌーヴォー（世紀末美術）などを始まりとする論者もおり、印象派をそのはじめと考える者すらいる。しかし、いずれにしても、フォーブ以降が含まれることは間違いない。
1. 前衛性を求める場合があり、その考え方からは、エコール・ド・パリ[3]。や素朴派[4]が除かれることがある。

20世紀の美術は、様々な「イズム」に彩られており、19世紀以前に比べて、その動きは著しく激しかったことから、「20世紀美術」という用語の意義を認める考え方が強い。しかし、20世紀だけを特別視するのは、単に、現在に近い、新しいという事だけが理由でそれ以上のものはない、として、この用語の使用に批判的であるか、少なくとも積極的な使用は避けるべきだ、とする考え方も一部にある。

## 地域別の状況

### アメリカ

#### 20世紀前半
- 291ギャラリー・フォト・セセッション
- アーモリーショー
- プレシジョニズム
- ニュー・バウハウス
- グループf/64
- FSAプロジェクト

#### 20世紀後半
- 抽象絵画
- ポップアート
- 現代アート

## 20世紀美術のジャンル
| - アール・ヌーボー（ユーゲントシュティール、モデルニスモ） - ドイツ表現主義 - ブリュッケ - 青騎士 - フォーヴィスム（野獣派・フォーヴ） - キュビスム（立体派） - オルフィスム - ピュリスム（純粋主義） - 立体未来主義（クボ・フトゥリズモ、クボ・フトゥリズム、立体=未来派） - 素朴派（ナイーヴ・アート、パントル・ナイーフ） - 未来派（フトゥリスモ、フューチャリズム） - ヴォーティシズム - ダダイスム（ダダ） - 形而上絵画 - ロシア・アヴァンギャルド - レイヨニスム（光線主義） - シュプレマティスム（絶対主義） | - - ロシア構成主義 - ロバの尻尾 - ダイヤのジャック - デ・ステイル - シュルレアリスム（超現実派、超現実主義） - エコール・ド・パリ - アール・デコ - バウハウス - 新即物主義（ノイエザッハリッヒカイト） - マジックリアリズム（魔術的リアリズム、マジックリアリスム） - プレシジョニズム（精密派） - メキシコ壁画運動・連邦美術計画 - 抽象表現主義 - アクション・ペインティング - カラーフィールド・ペインティング - キネティックアート - アンフォルメル | - コブラ - アウトサイダー・アート - 空間主義 - 具体美術協会 - ポップアート - ネオダダ - ヌーヴォー・レアリスム - ハプニング - フルクサス - ミニマル・アート（ミニマリズム） - アースワーク - アルテ・ポーヴェラ（貧しい美術） - オプアート - コンセプチュアル・アート - パフォーマンスアート - メディアアート - ビデオ・アート - 新表現主義 - トランスアヴァンギャルディア - グラフィティ、ストリートアート - シミュレーショニズム - モダニズム - 抽象絵画 - レディ・メイド - インスタレーション |